# Rafał Murawski
Rafał Murawski (Malbork, 9 ottobre 1981) è un ex calciatore polacco, di ruolo centrocampista.

## Carriera

### Club
Comincia la sua carriera nel Gedania Danzica per poi passare all'Arka Gdynia che lo terrà con sé fino a quando non passerà all'Amica Wronki che diventerà il Lech Poznań.
Murawski inizia a giocare nelle squadre locali di Danzica, prima di firmare per l'Arka Gdynia, in seconda divisione. Nel 2004-2005 trascina la sua squadra verso la promozione, ma prima della fine della stagione passa all'Amica Wronki. Dal 2005 al 2007, non salta neanche una partita, sia nella prima stagione all'Amica Wronki che in quella al Lech Poznań, squadra nata proprio dalla fusione con l'Amica.
Il 29 giugno 2009 viene acquistato dalla squadra russa del Rubin Kazan.

### Nazionale
Ha segnato il primo gol in Nazionale il 21 novembre 2007, in un match contro la Nazionale serba, mentre il suo debutto è arrivato il 15 novembre 2006, nella vittoria contro il Belgio. È tra i convocati per il campionato europeo di calcio 2008.
L'8 giugno 2012 esordisce da titolare agli Europei nella sfida inaugurale contro la Grecia (1-1).

## Palmarès

### Club

#### Competizioni nazionali
- Campionato russo: 1

Rubin Kazan': 2009
- Supercoppa di Russia: 1

Rubin Kazan': 2010

#### Competizioni internazionali
- Coppa dei Campioni della CSI: 1

Rubin Kazan': 2010